# Svenska femtiokronorssedeln
Den svenska femtiokronorssedeln, även kallad femti(o)lappen, är en sedel med värdet femtio svenska kronor som har använts i Sverige sedan 1874.
Sedan 1 oktober 2015 finns en gul/orange femtiolapp med Evert Taube på framsidan och Bohuslän på baksidan som är i storleken 126 x 66 millimeter.

## Generationer
Totalt har det funnits sex olika utseenden på den svenska femtiokronorssedeln.

### 1874-1879
Den första varianten som trycktes 1874-1879 liknar den s.k. kotian fast har istället för grönt en gul-orange bakgrund samt är 150x135 mm stor. Den har texten Sweriges Riksbank och därunder inlöser vid anfordran denna sedel å samt därunder Kronor FEMTIO Kronor och slutligen därunder, med guldmynt enligt lagen om rikets mynt af den 30 maj 1873. Baksidan saknar tryck.

### 1880-1896
Den andra varianten som trycktes 1880-1896 har röd-gul bakgrund och samma textupplägg som ovan, dock större. Baksidan saknar tryck. Måtten var 140x121 mm.

### Sittande Svea (1896-1917)
Den tredje varianten tryckt 1896-1917 var giltig t.o.m. den 31 december 1987 och hade i det nedre högra hörnet en bild på en sittande moder Svea hållande det lilla riksvapnet på en sköld. Sedeln har gul-brun bakgrund men med ett grå-grönt mittparti, texten är densamma som ovan, dock med annat upplägg. Baksidan visar Gustav Vasa, texten Sveriges Riksbank samt valören 50 kronor. Årtal och serienummer finns även angivet med röda tecken på framsidan. Måtten var 140x121 mm.

### Sittande Svea (1918-1962)
Den fjärde varianten som trycktes 1918-1962 var giltig t.o.m. den 31 december 1987 och nästan identiskt med ovanstående, skillnaden var att mittpartiet istället var rött, att valörsiffrorna i det nedre högra hörnet vid moder Svea var röda istället för svarta och att årtal och serienummer var angivet i svart. Måtten var 140x121 mm.

### Gustav III (1965-1990)
Den femte varianten tryckt 1965-1990 och giltig t.o.m. den 31 december 1998 var 130x82 mm och hade en bild föreställande Gustav III, texten SVERIGES RIKSBANK FEMTIO KRONOR, valören i siffror samt årtal och serienummer på framsidan på baksidan återfanns Carl von Linné.

### Jenny Lind (1996-2016)
Tidigare fanns två utformningar av sedeln med operasångerskan  Jenny Lind på framsidan, den äldre lanserades 1996. Den har måtten 77x120 mm. Sedeln är av benvitt papper utan vitmedel. Femtiokronorssedlarna från 2004 och framåt hade folieband men det fanns även en äldre version (1996-2003) utan folieband som emellertid blev ogiltiga vid årsskiftet 2013/2014. Sedeln med Jenny Lind är ogiltig sedan den 30 juni 2016.

#### Framsida
Sedelns framsida pryds av operasångerskan Jenny Lind. Färgen på sedeln är guldockra och rosa och en plan av Stockholms gamla operahus. Man ser även texter ur Vincenzo Bellinis opera Norma. Mikrotexten visar citatet "Musik överbringar ett profetiskt budskap vilket uppenbarar en högre livsform som mänskligheten utvecklar sig riktning mot och det är på grund av detta budskap som musik appellerar till människor av alla raser och nationaliteter.", vilket är ett citat av kompositören Arnold Schönberg.

#### Baksida
Baksidan pryds av grågrön och guldockra färg, och en silverbasharpa och dess tonförråd. Man kan även se en del ur partituret till Sven-David Sandströms verk Bilder för slagverk och orkester och en stiliserad bild av ett svenskt landskap.